# A Bailar Tour
A Bailar Tour è il primo tour musicale della cantante argentina Lali Espósito, in scena tra il 2014 e il 2015.

## Date
| Data              | Città               | Stato     | Teatro                           |
| ----------------- | ------------------- | --------- | -------------------------------- |
| America Latina    |                     |           |                                  |
| 19 aprile 2014    | Buenos Aires        | Argentina | Teatro Opera                     |
| 20 aprile 2014    | Buenos Aires        | Argentina | Teatro Opera                     |
| 3 maggio 2014     | Mar del Plata       | Argentina | Radio City                       |
| 4 maggio 2014     | Olavarria           | Argentina | Teatro Municipal                 |
| 17 maggio 2014    | Bahía Blanca        | Argentina | Teatro Don Bosco                 |
| 23 maggio 2014    | Rosario             | Argentina | Teatro Auditorio Fundación       |
| 24 maggio 2014    | Santa Fe            | Argentina | Teatro ATE Casa España           |
| 31 maggio 2014    | Córdoba             | Argentina | Teatro Quality                   |
| 8 luglio 2014     | Buenos Aires        | Argentina | Teatro Opera                     |
| 9 luglio 2014     | Buenos Aires        | Argentina | Teatro Opera                     |
| 21 luglio 2014    | Buenos Aires        | Argentina | Teatro Opera                     |
| 16 agosto 2014    | Buenos Aires        | Argentina | Luna Park                        |
| 29 agosto 2014    | La Plata            | Argentina | Teatro Coliseo Podestá           |
| 29 agosto 2014    | La Plata            | Argentina | Teatro Coliseo Podestá           |
| 19 settembre 2014 | La Plata            | Argentina | Sala centrale Pasaje Dardo Rocha |
| 18 ottobre 2014   | Montevideo          | Uruguay   | Teatro de Verano                 |
| 24 ottobre 2014   | Ituzaingó           | Argentina | Teatro Gran Ituzaingó            |
| 25 ottobre 2014   | Avellaneda          | Argentina | Teatro Colonial de Avellaneda    |
| 26 ottobre 2014   | Buenos Aires        | Argentina | Ciudad del Rock                  |
| 26 novembre 2014  | Buenos Aires        | Argentina | La Trastienda Club               |
| 27 novembre 2014  | Buenos Aires        | Argentina | La Trastienda Club               |
| 30 novembre 2014  | Mendoza             | Argentina | Auditorio Ángel Bustelo          |
| 1º dicembre 2014  | San Juan            | Argentina | Teatro Sarmiento                 |
| 4 dicembre 2014   | Catamarca           | Argentina | Cine Teatro Catamarca            |
| 5 dicembre 2014   | Santiago del Estero | Argentina | Teatro 25 de Mayo                |
| 6 dicembre 2014   | Tucumán             | Argentina | Teatro Mercedes Sosa             |
| Europa            |                     |           |                                  |
| 13 dicembre 2014  | Madrid              | Spagna    | Teatro Goya                      |
| 15 dicembre 2014  | Roma                | Italia    | Duepuntozero                     |
| America Latina    |                     |           |                                  |
| 16 gennaio 2015   | Buenos Aires        | Argentina | Palermo, Via Alcorta             |
| 20 gennaio 2015   | Mar del Plata       | Argentina | Divermar                         |
| 31 gennaio 2015   | Mendoza             | Argentina | Complejo Deportivo Municipal     |
| 8 febbraio 2015   | Villa María         | Argentina | Anfiteatro Villa María           |
| 14 febbraio 2015  | Tigre               | Argentina | Anfiteatro Parque de la costa    |
| 1º maggio 2015    | Tucumán             | Argentina | Auditorium Mercedes Sosa         |
| 2 maggio 2015     | Santiago del Estero | Argentina | Forum                            |
| 23 maggio 2015    | Rosario             | Argentina | Teatro El Circulo                |
| 31 maggio 2015    | Cordoba             | Argentina | Quality Espacio                  |
| 6 giugno 2015     | Corrientes          | Argentina | Clube de Regatas                 |
| 13 giugno 2015    | Neuquen             | Argentina | Ginásio parque central           |
| 20 giugno 2015    | Salta               | Argentina | Teatro Municipal de Salta        |

## Scaletta
| Buenos Aires             | La Plata                                | Mar del Plata                     |
| ------------------------ | --------------------------------------- | --------------------------------- |
| Intro/Asesina            | Intro/Asesina                           | Intro/Asesina                     |
| Te Siento                | Te Siento                               | Te Siento                         |
| Histeria                 | Histeria                                | Histeria                          |
| Desamor                  | Desamor                                 | Desamor                           |
| Cielo Salvador           | Cielo Salvador                          | Cielo Salvador                    |
| Del otro lado            | Del otro lado                           | Del otro lado                     |
| Holy Grail(baile)        | Holy Grail(baile)                       | Holy Grail(baile)                 |
| Being                    | Being                                   | Being                             |
| Diamonds(cover-Rihanna)  | Diamonds(cover-Rihanna)                 | Diamonds(cover-Rihanna)           |
| Wake Me Up(cover-Avicii) | Wake Me Up(Acapella,cover-Avicii)       | Wake Me Up(Acapella,cover-Avicii) |
| Mil años luz             | Mil años luz                            | Don't Stop Me Now(cover-Queen)    |
| No estoy sola            | No estoy sola                           | Mil años luz                      |
| A Bailar                 | A Bailar                                | No estoy sola                     |
| Hay un lugar             | Hay un lugar                            | A Bailar                          |
| Me voy                   | Me voy                                  | Hay un lugar                      |
| Escapare                 | Escapare                                | Me voy                            |
| Asesina-bis+finale       | Miedo a Perdete(canzone dei TeenAngels) | Escapare                          |
|                          | Asesina-bis+finale                      | Amor de Verdad                    |
|                          |                                         | Asesina-bis+finale                |